# Банк Франції
Банк Франції (фр. Banque de France) — державний центральний банк Франції. Банк був створений у 1800 році і націоналізований в грудні 1945 року; має 212 відділень. Є членом Європейської системи центральних банків (ЄСЦБ); штаб-квартира знаходиться у Парижі.

## Історія
Заснований 18 січня 1800 року Наполеоном Бонапартом як приватне акціонерне товариство. 14 квітня 1803 року банк отримав монопольне право випуску банкнот у Парижі, а з 1848 року, після поглинання 9 провінційних емісійних банків, — у всій країні.
Банк Франції був завжди оплотом реакції. Його ресурси використовувалися для придушення Революції 1848 року, Паризької комуни, надавалися німецьким фашистам у роки окупації під час Другої світової війни. До 1936 року банком керувала Регентська рада (15 регентів — представників 200 найбільших акціонерів), потім — Рада (20 радників, з яких 18 призначалися урядом). 2 грудня 1945 року банк був націоналізований, акціонери отримали велику компенсацію, але управління банку залишилося в руках фінансової олігархії. Управляючий банком і два його заступники призначалися радою міністрів. Генеральна рада банку складалась з управляючого, його заступників і 12 членів (радників), з яких 7 призначалися міністром фінансів; 4 директорських посади займали генеральні управляючі чи президенти державних кредитних інститутів. Як центральний банк, до 1945 року він виконував функції комерційних банків, обслуговуючи торговельно-промислову клієнтуру.
Банк Франції надає позики уряду, є «банком банків», переобліковуючи коротко і середньострокові векселі комерційних банків і виплачуючи їм короткострокові кредити, а також кредитує безпосередньо промислові і торговельні підприємства. Спільно з державною Національною кредитною радою банк регулює обсяг кредиту. У 1968 році банк мав 258 відділень по країні, підтримував кореспондентські зв'язки з центральними емісійними банками більшості країн світу. На початок 1969 року акціонерний капітал банку становив 250 млн. франків, сума балансу на початок 1969 року становила 91,2 млрд франків, емісія — 72,2 млрд франків, депозити — 12,1 млрд франків, у тому числі французьких банків — 7,1 млрд. (аванси і позики уряду — 8,8 млрд франків, облік і переоблік комерційних векселів — 36,5 млрд франків, у тому числі 4,7 млрд франків середньострокових векселів, пов'язаних з житловим будівництвом, золото і закордонні активи — 20,7 млрд франків порівняно з більш ніж 34 млрд франків на початку 1968 року.
З 1971 року норми обов'язкових резервів передбачено і щодо кредитів, які надаються депозитними банками і фінансовими товариствами. У своїй грошово-кредитній політиці Банк Франції керується постановами Міністерства фінансів і Національної кредитної ради — спеціального державного органа для регулювання кредиту в країні. У 1973 році було переписано статут банку. Сума балансу становила 684,4 млрд франків (118,2 млрд. доларів США) (кінець 1980-х років).
1993 року банк став незалежним фінансовим інститутом, метою якого є забезпечення цінової стабільності в країні, незалежної від політики держави. У 1998 році банк став членом Європейської системи центральних банків (ЄСЦБ).
Починаючи з 1 січня 1999 року, був введений у Франції безготівковий обіг єдиної європейської валюти — євро. Азі січня 2002 року — готівкове євро, яке діє сьогодні як платіжний засіб на усій території, у минулому французького франка.

## Управління
Функціональній структурі притаманна централізація адміністративної влади в руках управляючого. Управляючий і два його заступники призначаються директором ради міністрів Франції строком на 6 років без права звільнення і не можуть займати ці посади більше двох строків. Управляючий, вік якого не повинен перевищувати 65 років, присягається Президенту республіки. Управляючий, маючи широкі повноваження і права, здійснює управління банком, визначає загальні напрями діяльності усіх його підрозділів. Управляючий має право призначати службовців на всі посади в банку, за винятком директора відділення банку. Його кандидатуру він може лише запропонувати, а призначає на цю посаду міністр економіки і фінансів Франції.
Функції заступників управляючого розмежовані — один відповідає за адміністративні питання, інший — за питання грошової політики.
Керівництво здійснює Генеральна рада, до складу якої входить Рада з питань грошової політики (створена у 1993 році).
Рада з питань грошової політики виконує такі функції:
- розроблення напрямів грошової політики і слідкування за динамікою грошової маси та її агрегатів;
- визначення порядку проведення позичкових, облікових, заставних, валютних операцій, угод із зворотнім викупом, надання гарантій за такими видами операцій;
- встановлення параметрів політики обов'язкових резервів.

До складу Ради з питань грошової політики входять управляючий Банком Франції (управляючий ради), 2 його заступники і 6 висококваліфікованих спеціалістів у галузі грошово-кредитних проблем, фінансів і економіки, які призначаються радою міністрів країни, їх кандидатури представляють керівники палат парламенту і голова Економічної і соціальної ради. Строк повноважень кожного члена даної ради (крім управляючого і його заступників) визначається жеребкуванням: для двох представників встановлюється строк у 3 роки, для двох інших — 6 років і для двох останніх — 9 років. Члени ради не можуть бути призначені на другий строк, за виключенням лише представників, які здійснюють свої повноваження протягом трьох років.
Рада з питань грошової політики скликається один раз на місяць за ініціативою його голови. Рішення ради мають силу закону при наявності не менше 2/3 голосів його членів. При відсутності кворуму Раду з питань грошової політики скликають повторно і тоді рішення може бути прийнято простою більшістю голосів. При рівному числі голосів ""за і «проти» вирішальним є голос голови.

## Організаційна структура
Організаційна структура представлена центральними підрозділами в Парижі і має 212 відділень, які розташовані по всій території країни. Кожне відділення очолює директор, який призначається міністром економіки і фінансів за пропозицією управляючого Банку Франції. При кожному відділені є консультативний орган — рада, кількість радників у якій становить від 6 до 17 осіб, залежно від розмірів відділення. Генеральною радою призначає радників строком на 3 роки з рекомендації управляючого Банку Франції. Радники зобов'язані надавати директору відділення інформацію про стан і перспективу економічної діяльності в даному регіоні та надавати відповідні рекомендації.
Відділення здійснюють такі функції:
- емісія банкнот;
- обслуговування клієнтури, наприклад операції з цінними паперами;
- організація клірингових розрахунків через розрахункові палати;
- збір інформації про діяльність кредитних установ: оцінка банківських ризиків;
- консультування підприємств із питань фінансового аналізу та експертизи;
- збір і аналіз економічної та фінансової інформації на регіональному рівні за допомогою кон'юнктурних досліджень у різних галузях економіки.

Через свої відділення банк надає кредити приватним особам переважно під заставу цінних паперів, надає деякі інші види послуг приватним особам.

## Діяльність
Банк Франції виконує три основні завдання відповідно до законодавства та правами, делеговані йому Європейським центральним банком (ЄЦБ) за принципом субсидіарності:
- підтримання грошової стабільності;
- підтримання фінансової стабільності;
- надання банківських послуг державним органам, юридичним та фізичним особам.

Згідно із завданням підтримки грошової стабільності Банк Франції здійснює різні види діяльності:
- встановлює платіжний баланс Франції та представляє економічні інтереси Франції в міжнародному співтоваристві;
- реалізує політику ЄЦБ у проведенні тендерів для банків, що бажають залучити грошові кошти;
- управляє частиною валютних резервів ЄЦБ;
- здійснює емісію грошей і управління ними.

Згідно із завданням підтримки фінансової стабільності Банк Франції здійснює такі функції:
- контроль за діяльністю Комітету кредитних установ та інвестиційних компаній і Банківської комісії;
- управління фінансовою системою;
- управління системою здійснення платежів (в тому числі, забезпечення спільного управління системою TARGET2).

Банк Франції управляє і веде облік діяльності казначейства і деяких державних підприємств.
Банк Франції збирає фінансову інформацію про компанії і надає її іншим компаніям. У 2007 році Банк отримав право виносити незалежну оцінку про кредитоспроможність юридичної особи.
По фізичних особах Банк Франції веде облік інцидентів, пов'язаних з платежами:
- національний список втрачених або вкрадених чеків;
- центральний список інцидентів, пов'язаних з незаконним проведенням фінансових операцій;
- національний список інцидентів, пов'язаних з неповерненням кредитів фізичними особами.